# Forêt des Makes
La forêt des Makes est une forêt domaniale française de l'île de La Réunion, département d'outre-mer dans le sud-ouest de l'océan Indien. Cette forêt domaniale est située dans les Hauts de l'Ouest, sur le territoire de la commune de Saint-Louis et au sein du parc national de La Réunion. Au nord-est, sa partie la plus haute surplombe le cirque naturel de Cilaos. S'y trouve l'observatoire astronomique de La Réunion. 
La réserve biologique de la forêt des Makes, située dans les hauts de Saint-Louis, jusqu’au rempart qui surplombe le cirque de Cilaos, s’étend sur 900 ha environ et abrite un des derniers vestiges de forêt tropicale de moyenne altitude de l’ouest de l’île. Elle est toutefois menacée par des espèces invasives comme la vigne marronne et le longose. Le Bois de Bon Accueil, est constituée d’une forêt de bois de couleurs des Hauts : tan rouge, bois de pomme, bois maigre, bois de rempart, corce blanc, affouche, change-écorce... et de cryptomérias. Les milieux de montagne de la partie haute de la forêt sont inscrits en réserve biologique intégrale. 